# Equazione di Eulero-Tricomi
In matematica, l'equazione di Eulero-Tricomi o equazione di Tricomi,  il cui nome si deve a Leonhard Euler e Francesco Giacomo Tricomi, è un'equazione differenziale lineare alle derivate parziali del secondo ordine che ha molte applicazioni in meccanica del continuo. L'equazione ha la forma:
{\displaystyle u_{xx}=xu_{yy}}
Si tratta di equazione differenziale (a coefficienti non costanti) di tipo misto: è un'equazione iperbolica nel semipiano {\displaystyle x>0}, parabolica in {\displaystyle x=0} ed ellittica nel semipiano {\displaystyle x<0}.
Funge da "modello" per l'equazione di Chaplygin:
{\displaystyle u_{xx}=k(x)u_{yy}}

## Soluzioni particolari
Alcune delle soluzioni particolari sono:
{\displaystyle u=Axy+Bx+Cy+D}
{\displaystyle u=A(3y^{2}-x^{3})+B(y^{3}-x^{3}y)+C(6xy^{2}-x^{4})}
con {\displaystyle A}, {\displaystyle B}, {\displaystyle C} e {\displaystyle D} costanti arbitrarie.